# Rolf Steffenburg
Rolf Steffenburg (Gävle, 14 de març de 1886 - Estocolm, 18 de març de 1982) va ser un regatista suec que va competir a començaments del segle xx.
El 1920 va prendre part en els Jocs Olímpics d'Anvers, on va guanyar la medalla d'or en la categoria de 30 m² del programa de vela. Steffenburg navegà a bord del Kullan junt al Gösta Lundquist i Gösta Bengtsson.